# E. Pihl & Søn
 Ikke at forveksle med LM-Pihl.
E. Pihl & Søn A/S ofte blot Pihl, var en dansk entreprenør og bygge- og anlægsvirksomhed. Virksomheden blev grundlagt i 1887 og var en af de ældste danske entreprenørvirksomheder indtil den gik konkurs i 2013. Efterfølgende blev de resterende aktiver overflyttet til virksomheden LM-Pihl, og i 2016 blev der oprettet et datterselskab til LM-Pihl med navnet Pihl & Søn.
Virksomheden var involveret i opførelsen af bygningsværker og prestigebyggerier som Storebæltsbroen, Danmarks Nationalbank, Operaen på Holmen, Skuespilhuset, Tietgenkollegiet, Rigsarkivet, Field's, Den Blå Planet, renoveringen af Hotel D’Angleterre og moderniseringen samt udvidelsen af Industriens Hus på Rådhuspladsen i København.

## Historie
I slutningen af 1900-tallet havde E. Pihl og Søn omfattende aktiviteter i udlandet, hvor virksomheden på et tidspunkt havde langt over halvdelen af sin omsætning. I 2012 havde den 3.400 ansatte og omsatte for 5,4 milliarder kr., men kom ud med et underskud på 473 mio. kr. Hovedsædet var beliggende i Kongens Lyngby, men gennem en række datterselskaber var Pihl også repræsenteret i adskillige verdensdele og lande, herunder Storbritannien, Afrika, Mellemøsten, Fjernøsten, Caribien og USA. Tabsgivende projekter i udlandet var årsag til konkursen.
Pihl blev stiftet i 1887 af murermester Lauritz Emil Pihl i København, som i årene herefter opbyggede en af Hovedstadens førende murermesterforretninger. I 1916 indtrådte sønnen, Carl, i firmaet, der med tiden blev kendt under navnet E. Pihl & Søn. Civilingeniør Kay Langvad købte i 1947 halvdelen af virksomheden. Han havde over 20 års erfaring med større ingeniørprojekter i såvel Danmark som udlandet. I årene efter forestod E. Pihl & Søn flere anlæg i udlandet, blandt andet i Island, Færøerne og Grønland. Kay Langvads søn, Søren Langvad, ledede virksomheden fra 1971 til 2012. I denne periode tog internationaliseringen yderligere fart. Trods internationaliseringen udgjorde hjemmemarkedet Norden imidlertid 80 procent af omsætningen.
E. Pihl & Søn udførte både større infrastrukturprojekter, eksempelvis den igangværende ombygning af Nørreport Station og opførelsen af Nordhavnsvej i København, lufthavne, broer og tunneller, men også nybyggerier af boliger, domiciler og fabrikker samt renoveringer, eksempelvis har virksomheden stået bag prestige-renoveringen af Hotel D’Angleterre. Af tidligere projekter kan nævnes opførelsen af Mærsk Mc-Kinney Møllers operabygning over for Amalienborg Slot, Skuespilhuset i København skråt over for Operaen, det nye elefanthus i København Zoo, østbroen på Storebælt, tunnelen ved Øresundsbroen, Vestas' hovedkontor i Aarhus, Valby Vandkulturhus, Industriens Hus på Rådhuspladsen i København, Den Blå Planet i Kastrup og dele af FN Byen i Nordhavnen. Flere af Pihl & Søns opgaver og byggerier er ofte blevet løst i konsortier med andre virksomheder.

### Økonomiske problemer
Ved offentliggørelsen af årsregnskabet for 2011 var der et underskud på 198 millioner kroner trods en ellers positiv omsætningsfremgang på 15 %. Underskuddet skyldtes afskrivninger på flere store anlægsprojekter i udlandet, eksempelvis et vandkraftværk i Panama.
Efter Søren Langvads død i december 2012 overtog Halldór P. Ragnarsson posten som administrerende direktør, men han blev afskediget den 3. maj 2013. Jan-Gunnar Glave, tidligere administrerende direktør for Skanska i Danmark, tiltrådte i stedet som administrerende direktør. Bestyrelsesformand har siden april 2012 været Birgit Nørgaard. Virksomheden ejes 70 procent af holdingselskabet Pihlson Holding A/S, som ejes af Søren Langvads fire børn, Kjartan, Katrine, Stefan og Birgitte Langvad. Førstnævnte er arbejdende bestyrelsesmedlem og leder af Pihls datterselskab i USA.

### Arbejdsfaglige kontroverser i 2012
I efteråret 2012 kom det frem i medierne og dagspressen, at Pihl & Søn i flere tilfælde havde brugt underleverandører, der underbetalte deres ansatte, således at de danske overenskomstvilkår ikke blev overholdt. Beskæftigelsesminister Mette Frederiksen gik ind i sagen som følge af et samråd i Folketingets beskæftigelsesudvalg, og indledte derefter en nærmere granskning af virksomheden. I et svar til Folketingets beskæftigelsesudvalg kom det senere frem, at Arbejdstilsynet fem gange havde meldt Pihl & Søn til politiet for overtrædelse af arbejdsmiljøreglerne, og at der i fire af tilfældene blev udstedt bøder til selskabet på i alt 255.000 kroner.
I forbindelse med renoveringen af Hotel D’Angleterre har der desuden været i alt 18 sager om sort arbejde hos Pihl & Søns underleverandører. Pihl & Søn har ikke kunnet finde synderne hos deres underentreprenører. Yderligere skulle to tillidsrepræsentanter være blevet fyrede efter at have kritiseret arbejdsmiljøforholdene på byggepladsen i løbet af september/oktober 2012. Endvidere faldt en 32-årig stilladsopstiller den 22. januar 2013 ned fra taget og døde, da han ikke bar faldsikring under arbejdet. Renoveringen af Hotel D’Angleterre tiltrak sig meget negativ opmærksomhed i medierne. Omkring 100 medarbejdere gik i aktion mod virksomheden, blandt andet ved D’Angleterre i København, pga. Pihls brug af østeuropæisk arbejdskraft.
Forud for disse tilfælde er en lang række sager om underleverandørers underbetaling blevet afgjort ved Arbejdsretten. I februar 2012 undlod Pihl & Søn desuden at anmelde flere arbejdsulykker på en af virksomhedens byggepladser i Aarhus til Arbejdstilsynet, hvilket er ulovligt.

## Konkurs i 2013
I årsregnskabet for 2012 var der et endnu større underskud på i alt 473 mio. kroner – adm. direktør Halldór P. Ragnarsson blev fyret og Jan-Gunnar Glave og en ny ledelse blev indsat i stedet.
Hovedbankforbindelsen Danske Bank og tre kreditforsikringsselskaber havde i foråret 2013 allerede stillet kapital til rådighed to gange, men efter at der blev fundet nye store tab på indgåede kontrakter, valgte kreditorerne at stoppe. Bestyrelsen under ledelse af formand Birgit Nørgaard havde i samarbejde med de væsentligste finansielle kreditorer – Danske Bank og de tre garantiforsikringsselskaber Tryg, Atradius og Hermes – arbejdet på at etablere rammerne for en ny rekapitalisering, der kunne sikre virksomhedens fremtid. Men søndag 25. august 2013 blev det klart, at det ikke ville være muligt at finde en løsning, der sikrede virksomhedens fortsatte drift. Den 26. august 2013 meddelte Pihl & Søn om konkursbegæringen:
| „ | Det er således med stor beklagelse, at vi i dag har måttet indgive konkursbegæring over for Skifteretten. Konkursen i Pihl vil have store og vidtrækkende negative økonomiske og menneskelige konsekvenser for mange dygtige medarbejdere, for bygherrer, for partnere og for underleverandører. Det er frygteligt at skulle træffe en beslutning, der vil berøre så mange menneskers og virksomheders dagligdag og økonomiske fundament. | “ |

Konkursdekret blev afsagt samme dag af Sø- og Handelsrettens skifteretsafdeling.
Tryg meddelte hurtigt, at det med baggrund i en fornyet vurdering af engagementet med selskabet Pihl & Søn er besluttet at foretage en yderligere hensættelse, således at den samlede hensættelse for dette engagement herefter udgør 700 millioner kroner. Genforsikring betyder dog, at den samlede regnskabsmæssige effekt for Tryg er begrænset til 30 millioner kroner. Da forsikringsselskaberne er genforsikrede, er det umiddelbart Danske Bank, der står som den "største taber".
Den 26. august 2013 blev også alle 1.000 danske ansatte afskediget og samtidig blev alle selskabets byggerier stoppet, indtil man kan få dem solgt. Pihl & Søn koncernen havde på globalt plan via datterselskaber og partnerskaber omkring 3.000 ansatte.
Dansk Byggeri har efterfølgende meldt ud, at konkursen hos Pihl & Søn kan starte en dominoeffekt inden for byggebranchen, hvor små underleverandører rammes hårdt og river en række af Pihl & Søns forretningsforbindelser med sig i faldet.
Dagbladet Børsen erfarer, at de samlede tab hos Pihl & Søn kan løbe op i 2,5 milliarder kroner, og at hovedbankforbindelsen Danske Bank "formentlig har over en halv milliard kroner i klemme", mens tre forsikringsselskaber angiveligt taber over to milliarder kroner på at have udstedt garantier for Pihl & Søn til bygherrer.
Hotellet d'Angleterre tabte i 2018 en voldgiftssag og blev pålagt at betale cirka 225 millioner kr. til konkursboet efter Pihl & Søn efter en længere strid, hvor d'Angleterre havde tilbageholdt mange millioner kr. i forbindelse med Pihls renovering af hotellet.

## Anerkendelser
Pihl & Søn havde gennem tiden fået tildelt flere anerkendelser, blandt andet svenske Trafikverkets Safety Price 2012 for Söderströmstunneln i Stockholm.

## Pihl & Søn A/S videreføres
I forbindelse med konkursen blev virksomhedens tilbageværende aktiver overtaget af iværksætter og entreprenør Carsten Mindegaard med støtte fra Vækstfonden og Danske Bank. Erhvervsmanden Lars-Christian Brask blev bestyrelsesformand i det nye selskab.

## Større opgaver
- Østbroen på Storebæltsbroen
- Tunneldelen af Øresundsbroen
- Tietgenkollegiet
- Rigsarkivets magasin
- Field's
- Operaen på Holmen
- Skuespilhuset
- Elefanthuset i København Zoo
- Vestas' hovedkontor i Aarhus
- Valby Vandkulturhus
- Industriens Hus
- Den Blå Planet

### Uafsluttede
- Ny Nørreport Station – overtaget af Per Aarsleff A/S og Banedanmark forventer ikke at byggeriet bliver forsinket
- Nordhavnsvej i København og de tilhørende ringbanebroer – overtaget af Züblin og forventes ikke at blive forsinket
- FN Byen 2. etape
- Cirkelbroen
- Inderhavnsbroen
- Trangravsbroen
- Proviantbroen
- Kanalbroerne
- Frederikssundmotorvejen 2. etape
- HF & VUC Fyn
- Kanalfronten, Vejle Havn
- Navitas, Aarhus Havn
- Bestseller, Aarhus
- Sundsvallsbroen, E4, Sverige
- Söderströmstunneln, Sverige
- Talviktunnel, Alta - Norge
- Ratmalana/Ja-Ela, Sri Lanka
- Beirut Havn, Libanon